# David Bertelsen
David Bertelsen er en tidligere barneskuespiller og nuværende rapper. Som 12-årig spillede hovedrollen som Hodja i børnefilmen Hodja fra Pjort fra 1985. Siden 2009 har han været aktiv musiker, hvor han er rapper i gruppen 8Ball. I 2013 lavede gruppen en sang med realitystjernen Gustav Salinas, som hurtigt blev populær.
I 2014 medvirkede han i podcasten Dårligdommerne i et afsnit, hvor de talte om Hodja fra Pjort. Podcasten er med bl.a. Jacob Ege Hinchely.

## Diskografi
- Greatest Tits (2013)

## Filmografi
- 1985 Hodja fra Pjort